# Mondo Cane
Mondo Cane ist ein Dokumentarfilm aus dem Jahr 1962 von Gualtiero Jacopetti, Franco Prosperi und Paolo Cavara und gilt als Grundstein des Mondo-Genres. Die Filmpremiere in Italien fand am 30. März 1962 statt.

## Inhalt
Gezeigt werden verschiedene Szenen aus aller Welt, die den Zuschauer schockieren, aber auch unterhalten sollen. Bei vielen Szenen geht es um den brutalen Umgang mit Tieren, Schlachtungen und Rituale. Es werden aber auch Bilder mit befremdlichen menschlichen Bräuchen gezeigt, beispielsweise stark alkoholisierte Besucher der Hamburger Reeperbahn.

## Hintergrund
- Wörtlich übersetzt bedeutet der italienische Titel Hundewelt (Mondo für Welt und Cane für Hund), sinngemäß hat er die Bedeutung Verfluchte Welt.[1]

- Zur Untermalung wird die Filmmusik Ti guarderò nel cuore verwendet, die von Nino Oliviero und Riz Ortolani komponiert wurde. Die Komposition wurde in Gemeinschaftsarbeit zwischen Regie und Musik für die Szene, in der junge Küken für Ostern gefärbt werden, erstellt. Im April 1963 verfasste der britische Musikproduzent Norman Newell einen englischen Text unter dem Titel ,More’, der in mindestens 55 Versionen erschienen ist.[2] Am bekanntesten sind die von Steve Lawrence, Vic Dana und Frank Sinatra (aufgenommen am 12. Juni 1964). More rangiert auf Platz 12 der BMI-Top 100 Songs des Jahrhunderts.[3]

## Kritiken
„Der erste ‚Mondo‘-Film: Eine krasse Kontrastmontage – mit Aufnahmen aus Urwäldern und Feinschmeckerlokalen, aus Hawaii und St. Pauli usw. – stellt neben belanglosen Kuriositäten eine Sammlung menschlichen Fehlverhaltens und zerstörerischer Zivilisationserscheinungen zur Schau: Frauen, die Schweine säugen, religiöse Fanatiker, die sich den Körper blutig schlagen, Frauen halbwilder Eingeborener, die in Ställen gemästet werden, und dergleichen mehr. Zwischen den Bruchstücken von Bräuchen und Riten, die aus dem Zusammenhang gerissen sind und eher zynisch als kritisch kommentiert werden, gibt es auch einige zutiefst erschütternde Passagen, etwa über die Radioaktivität, die den Orientierungssinn der Tiere im Bikini-Atoll zerstört.“

„Mit ,Mondo Cane’ schuf der italienische Regisseur und Produzent Gualtieri Jacopetti damals einen neuen reißerischen Typ des Pseudodokumentarfilms, diverse andere italienische Regisseure setzten die Mondo-Reihe fort, deren Attitüde irgendwo zwischen ‚Coupé‘, frühem Splatter und der beliebten RTL2-Serie ‚die dümmsten Verbrecher (Frauen, Autofahrer usw.) der Welt‘ lag.“

## Auszeichnungen
- Internationale Filmfestspiele von Cannes 1962: Goldene Palme (Nominierung)
- David di Donatello Awards 1962: Beste Produktion (Gewinner)
- Academy Awards 1964: Oscar für beste Musik und besten Song (Nominierung)
- Grammy Awards 1964: Beste Filmmusik (Nominierung)
- Laurel Awards 1964: Bestes Lied (Platz 4)

## Fortsetzungen
Neben Mondo Cane 2, an dem ebenfalls Gualtiero Jacopetti und Franco Prosperi beteiligt waren, gibt es weitere Filme mit diesem Namen; diese haben jedoch nichts mit dem Film-Duo Jacopetti und Prosperi zu tun.